# Adainville
Adainville és un municipi francès, situat al departament d'Yvelines i a la regió de l'Illa de França.
Forma part del cantó de Bonnières-sur-Seine, del districte de Mantes-la-Jolie i de la Comunitat de comunes del Pays Houdanais.